# Alpine (condado de DeKalb)
Alpine é uma comunidade não incorporada no condado de DeKalb, no estado norte-americano do Alabama.